# Запретные желания
«Запре́тные жела́ния» (также «Бадрина́т», телугу బద్రీనాథ్, англ. Badrinath) — индийский боевик режиссёра В. В. Винаяка, снятый на языке телугу и вышедший в прокат 10 июня 2011 года. В Индии фильм также был переведён на малаялам и хинди. Хинди версия выпускалась под названием Sangharsh Aur Vijay («Борьба и Победа»).
Фильм провалился в прокате, не сумев окупить высокий бюджет. Хореограф и звукорежиссёр картины были удостоены премий Filmfare Awards South и Nandi Awards соответственно.

## Сюжет
Бхишманараяна — гуру храма Бадринатх, расположенного в горах Уттаракханда. Он набирает отряд воинов для защиты индуистских храмов от террористов. Бадри, лучший воин среди них, может в одиночку отстоять святилище от множества врагов.
Однажды в храм приезжает Алакнанда — девушка, из-за трагических событий ставшая убеждённым атеистом. Бадри поручают вернуть ей веру в Бога. Алакнанда влюбляется в него, но Бхишманараяна уже решил, что его преемником должности наставника храма станет именно Бадри, а для этого будущему наставнику необходимо принять целибат. К тому же на Алакнанду уже ведёт охоту Саркар, который хочет выдать её за своего сына против её воли.
Главным героям предстоит выяснить, какая любовь сильнее — к женщине или к Богу? А также понять, сможет ли любовь к мужчине вернуть любовь к Богу?

## В ролях
- Аллу Арджун — Бадри (Бадринатх)
- Таманна Бхатия — Алакананда
- Пракаш Радж — гуру Бхишманараяна
- Келли Дорджи — Саркар
- Ашвини Калсекар[англ.] — жена Саркара
- Прагати[англ.] — горничная Алакнанды
- Таникелла Барани[англ.] — Говинд, отец Бадри
- Коваи Сарала[англ.] — мать Бадри
- Рагху Бабу[англ.] — дядя Алакананды
- Брахманандам[англ.] — Баттин Баба
- Мастер Бхарат[англ.] — мальчик, изучающий Веды
- Саяджи Шинде[англ.] — отец Алакананды
- Судха[англ.] — мать Алакананды
- Рао Рамеш[англ.] — священник
- Кришна Бхагаван[англ.] — Чупке, аферист
- М. С. Нараяна — помощник Баттин Бабы
- Дхармаварапу Субраманьям — паломник из Петы

## Саундтрек
| №                   | Название            | Текст песни                   | Исполнители                                | Длительность |
| ------------------- | ------------------- | ----------------------------- | ------------------------------------------ | ------------ |
| 1.                  | «Omkareshwari»      | Ветури                        | Шанкар Махадеван, М. М. Киравани           | 4:58         |
| 2.                  | «Ambadari»          | Чандрабос                     | Ревант, Сравана Бхарави                    | 4:05         |
| 3.                  | «In the Night»      | Сравана Бхарави               | Баба Сехгал, Сравана Бхарави               | 2:58         |
| 4.                  | «Nachchavura»       | М. М. Киравани, Ананта Шрирам | Шрирама Чандра Минампати, Чайтра           | 3:57         |
| 5.                  | «Nath Nath»         | Чандрабос                     | Сунидхи Чаухан, Джэйси Гифт                | 4:09         |
| 6.                  | «Chiranjeeva»       | Чандрабос                     | Шрея Гхошал, Гита Мадхури, Ревант          | 4:39         |
| 7.                  | «Ambadari» (Remix)  | Чандрабос                     | Анудж Гурвара, Гита Мадхури, Кала Бхайрава | 3:45         |
| 8.                  | «Vasudhara»         | Чандрабос                     | М. М. Киравани, Швета Пандит               | 5:00         |
| 9.                  | «Badrinath Theme»   | Чайтанья Прасад               | Twin Cities Choir                          | 2:14         |
| Общая длительность: | Общая длительность: | Общая длительность:           | Общая длительность:                        | 35:49        |

## Критика
Суреш Кавираяни из The Times of Indiaпоставил фильму 2 бала из 5, сказав, что на фоне больших ожиданий он стал большим разочарованием.
Радхика Раджамани из Rediff.com оценила его в 1.5 звезды из 5 и добавила, что «Аллу Аравинд может гордиться роскошной постановкой и высокими техническими стандартами. Но сюжет и сюжетная линия — слабые, и фильм не цепляет».

## Награды
- Filmfare Awards South за лучшую хореографию — Прем Ракшит[англ.] за танец к песне «Nath Nath»[4]
- Nandi Awards за лучшую работу звукорежиссёра — К. Деви Кришна[5]